# Cheumatopsyche expeditionis
Cheumatopsyche expeditionis är en nattsländeart som först beskrevs av Georg Ulmer 1938.  Cheumatopsyche expeditionis ingår i släktet Cheumatopsyche och familjen ryssjenattsländor. Inga underarter finns listade i Catalogue of Life.